# وادي مملوك
وادي مملوك أو (نقحرة: فالديمالوكي) هي بلدية تقع في مقاطعة شورية، في منطقة قشتالة وليون، في إسبانيا. يبلغ عدد سكانها 164 نسمة وذلك حسب (المعهد الوطني للإحصاء) سنة 2017، وتبلغ مساحتها 62,98 كم².